# Кинэ, Эдгар
Эдга́р Кинэ́ (фр. Edgar Quinet; 17 февраля 1803, Бурк-ан-Брес, — 27 марта 1875, Версаль) — французский историк.

## Биография
Сын строгого республиканца Жерома Кинэ, после возвышения Наполеона подавшего в отставку и удалившегося в провинцию, где он занимался научными, главным образом математическими исследованиями. На развитие Кинэ большое влияние имела его мать, женщина очень религиозная, хотя и не вполне правоверная католичка. Недолго, уступая желанию отца, он состоял в военной службе. В 1823 году вышла первая его книга «Tablettes du Juif Errant». Сильнейшее впечатление на него произвела «Philosophie der Geschichte» Гердера; он решил перевести её и издал свой труд в 1827 году, благодаря чему достиг значительной известности; в это же время он познакомился с Кузеном и Мишле. Еще до появления этой книги он посетил Германию и Англию. Кузен выхлопотал для него место в правительственной миссии в Морею, в 1829 году.
По возвращении Кинэ издал «La Grèce Moderne» (1830). В 30-х годах был сотрудником «Revue des Deux Mondes», где поместил, между прочим, замечательный этюд «Les Epopées Françaises du XIIe Siècle», в котором один из первых оценил по достоинству долго пренебрегавшиеся chansons de geste. «Ahasverus» — первое его замечательное оригинальное произведение — появилось в 1833 году; за этой странной прозаической поэмой последовали две поэмы в стихах: «Napoléon» и «Prométhée», уступающая «Агасферу», так как стихом Кинэ владел не особенно хорошо. В 1838 году Кинэ написал резкий ответ на «Жизнь Иисуса» Штраусса. В 1839 году он был назначен профессором иностранных литератур в Лион; лекции, которые он здесь читал, вошли в состав его «Génie des Religions». Два года спустя он был переведен в Collège de France, на кафедру южных литератур; но Кинэ, оставив в стороне этот предмет, занялся, в союзе с Мишле, ожесточенной полемикой с иезуитами и ультрамонтанами, вследствие чего, в 1845 году, правительство положило конец его лекциям. С этого времени Кинэ стал считаться республиканцем и отчасти революционером. В учредительном и законодательном собраниях времен Второй республики он заседал среди крайних радикалов, резко нападал на римскую экспедицию и с самого начала был непримиримым противником принца Луи-Наполеона. Изгнанный из Франции после декабрьского переворота, он поселился в Брюсселе, а потом в Вето, на берегу Женевского озера, где и оставался до падения империи. По возвращении в Париж он вновь занял свою кафедру; во время осады написал много резких памфлетов против немцев.
Избранный в 1871 году депутатом от Сенского департамента, он был одним из упорнейших противников мира с Германией. К последнему периоду его литературной деятельности относятся следующие сочинения: «Les Révolutions d’Italie» (1848); «Les Esclaves» (драматическая поэма, 1853); «Marnix de S-te Aldegonde» (1854); «Merlin l’Enchanteur» (1860); «Histoi e de la Campagne de 1815» (1862); «La Révolution» (1866); «La Création» (1870); «Le siége de Paris et la Défense Nationale» (1871); «La République» (1872); «Le Livre de l’Exilé» (1875). Обширный труд Кинэ по истории революции представляет собой научное рассуждение на вопрос о том, почему французы посредством революции не добились политической свободы. Такая постановка вопроса вполне понятна в эпоху Второй империи. Причину явления Кинэ усматривает в недостатке у французов уважения к индивидуальной свободе, а последнее обстоятельство он объясняет условиями «старого порядка». Будучи сам республиканцем, он порицал крайности революции. После смерти Кинэ появились 3 тома его писем. Кинэ уже в 1858 году издал полубиографическую книгу «Histoire de mes Idées»; в 1870 году его вторая жена издала «Mémoires d’Exil». Характер Кинэ был в высшей степени привлекательный; особенно ярко он отразился в его письмах к матери, в рассказе о его ранней жизни. Его главным недостатком было неумение сосредоточиться; труды его очень растянуты, но в то же время богаты местами замечательной силы и красоты.

## Творчество

### Известные цитаты
Если мы восхваляем необходимость террора 93-го, мы можем сколько угодно добавлять, что не желаем возобновлять его. Это пустое уверение. Этим мы не сможем убедить свет, и он прав: потому что от старой привычки можно избавиться, только осудив её и в прежних проявлениях.

Слишком часто мы приписывали измене или низости то, что происходит от глупости

Вот существенная черта всех революционеров. Они хотят свободы, или по крайней думают, что хотят её. Но идея о ней составлена у них под влиянием деспотизма старого порядка… Каждый, став царем, говорит по-царски: «Такова моя воля».

Есть только два способа сделать революцию непоправимой: первое — изменить нравственный строй, религию, второе — изменить строй материальный, собственность. Революции, употребляющие эти средства, обречены жить. Первое для них вернее второго

## Сочинения
- Революция и критика её. / Пер. сестёр Конаревых. Т. 1-2. — Москва, 1908.